# Romániai Magyar Közgazdász Társaság
A Romániai Magyar Közgazdász Társaság (RMKT, románul: Asociația Economiștilor Maghiari din România) a romániai magyar közgazdászok és gazdasági kérdések iránt érdeklődők szakmai és érdekvédelmi szervezete. Alapítás éve: 1990. Székhely: Kolozsvár, az ország nyelvén: Cluj Napoca.

## Története
1990. július 28-án, Kolozsváron alapították. Helyi szervezetei Erdély valamennyi megyéjében, nagyobb városában működnek, köztük Aradon, Brassóban, Csíkszeredádában, Gyergyószentmiklóson, Kolozsvárt, Marosvásárhelyen, Nagybányán, Nagyváradon, Sepsiszentgyörgyön, Szatmárnémetiben, Székelyudvarhelyen, Temesvárt. A fiatal és gyakorló közgazdászok, vállalkozók, gazdasági szakemberek részére rendszeresen szerveznek szakmai előadásokat magasan képzett külföldi és hazai előadók közreműködésével.
Fő kutatási területük és célkitűzésük a szövetkezeti intézményrendszer és az erdélyi gazdaságtörténet tanulmányozása, szakmai kiadványok közreadása.
A szervezet első elnöke tíz éven keresztül (1990-2000) a kolozsvári Babeș-Bolyai Egyetem nyugalmazott professzora dr. Kerekes Jenő, őt követte az elnöki székben 2000 szeptemberében a vele addig is alelnökként folyamatosan együttműködő Somai József, miközben a korábbi elnököt örökös tiszteletbeli elnökké választották. Ugyancsak tiszteletbeli elnökké választották Somai Józsefet és Szécsi Kálmánt (Székelyudvarhely). Az RMKT jelenlegi elnöke Gyerkó László, alelnökök Bálint Csaba, dr. Csepeti Ádám, Gergely László Zoltán, Juhász-Borsa Orsolya, Szilágyi Nándor, Szőcs Endre, Tankó Attila.
1998. november 13-15. között megalapították a RMKT Ifjúsági Frakcióját (RIF), amely saját meghatározása szerint „a romániai magyar ifjú közgazdászok és gazdasági kérdések iránt érdeklődő fiatalok érdekvédelmi és szakmai csoportosulása. Az RMKT belső szerveződése, és annak céljaival összhangban fejti ki tevékenységét.”
Az RMKT lapja a Közgazdász Fórum.

## Ismert tagjai
- Birtalan Ákos alapító tag
- Vita László alapító tag
- Vorzsák Magdolna